# 斯科特 (密蘇里州)
斯科特，又名達克（Duck）、斯科茨斯泰申（Scotts Station），是位於美國密蘇里州科爾縣的非建制地區。

## 歷史
斯科特的郵局於1873年設立，其後於1896年停運。

## 地理
斯科特所處的海拔為高於海平面190米（即623英呎），而該地所採用的時區為UTC-6，即北美中部時區（CST）。同時該地設有夏令時間，為UTC-6調快一小時，即UTC-5（CDT）。